# Robert E.A. Palmer
Robert E.A. Palmer II (ur. w 1933, zm. 11 marca 2006) – amerykański historyk starożytności, badacz wczesnej historii Rzymu, ze szczególnym uwzględnieniem religii i epigrafiki.
Studiował na Uniwersytecie Johnsa Hopkinsa, w 1953 otrzymując licencjat, a w 1956 doktorat. Palmer rozpoczął swoją karierę akademicką na Uniwersytecie Illinois, później na Uniwersytecie Pensylwanii, od 1961 pełniąc funkcję asystenta, a od 1966 profesora stowarzyszonego. Autor licznych artykułów i kilku większych publikacji. Jego najważniejszym projektem badawczym było zajęcie się zagadnieniem rzymskich vicorum. Zmarł w swoim domu w Haverford w Pensylwanii, w wieku 73 lat.

## Publikacje
- The king and the comitium: a study of Rome's oldest public document (1969).
- Roman Religion and Roman Empire (1974).
- The Archaic Community of the Romans (1970).
- Rome and Carthage at Peace (1997).